# Смоленський художній музей

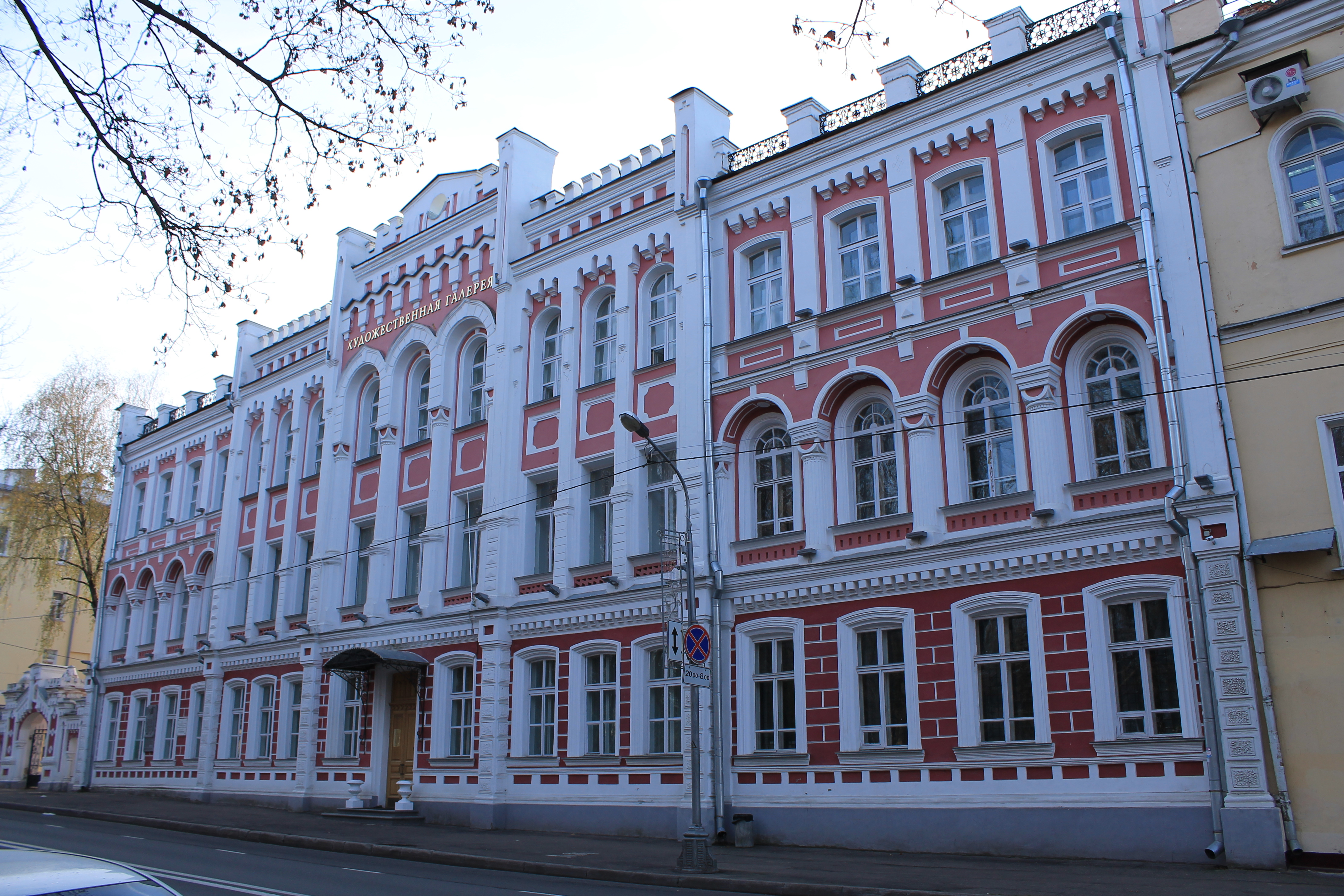
Смоленська художня галерея, колишнє Реальне училище. Фото 2014 р.

 Смоленський художній музей  (Смоленська художня галерея) — мистецький відділ Смоленського державного музею-заповідника.

## Формування колекцій

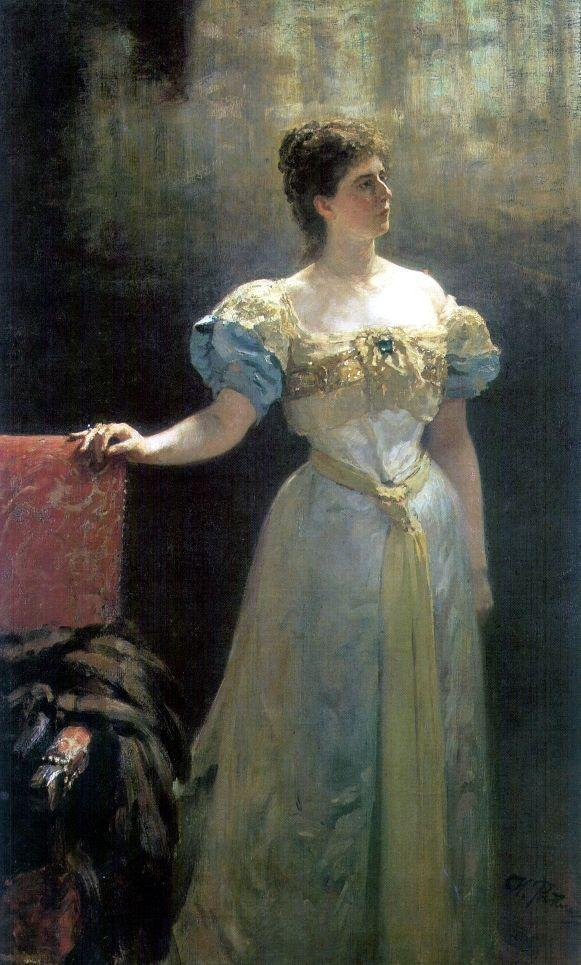
Худ. Рєпін. Тенішева Марія Клавдіївна. Музей-майстерня Ісака Бродського, Петербург.

Формування колекцій розпочалося в добу дикого капіталізму наприкінці 19 ст. Значних зусиль в цьому напрямку доклала княгиня Тенішева, що мала неподалік Смоленську садибу, яку намагалася перетворити на мистецько-виробничий центр з майстернями декоративно-ужиткового мистецтва (поширена мода серед тогочасних меценатів з осередку багатіїв). Мистецтвом займалася і сама княгиня Тенішева, що відновила техніку створення емалей, які демонструвала навіть в Парижі. До кола знайомих Тенішової належали -
- Рєпін Ілля Юхимович (що створив портрет меценатки)
- художник Малютін та ін.

Добрі ділові і приятельські стосунки деякий час мала Тенішева з відомим теоретиком, художнім критиком і художником Бенуа Олександром Миколайовичем. Ґрунтовні знання мистецтва і французької мови Бенуа — Тенішева використала для створення власної мистецької колекції. Вона надала Олександру Миколайовичу грошові суми з правом самостійно купувати твори мистецтва на аукціонах в Парижі. Про це писав Олександр Миколайович в листах та власних щоденниках. Твори, придбані Бенуа за кордоном, і досі найкоштовніша частина збірок мистецького відділу Смоленського державного музею-заповідника.
Твори мистецтва мали також деякі дворянські садиби Смоленської губернії (Хмеліта Грибоєдових — Волкових, родинна садиба «Городок» — Нахімових, розкішна ампірна садиба Дугіно вельмож Паніних тощо). Речі з дворянських садиб були реквізовані після жовтневого перевороту і вивезені що у Москву, що у Смоленськ. Частка мистецьких збірок і історичні меблі в Смоленську були знищені в роки другої світової війни під час руйнацій міста.
Доля дворянських садиб Смоленського краю за часів СРСР трагічно звична — використання не за призначенням, експлуатація до розвалу, пожежі, знищення до фундаментів. У 1960-ті рр. трохи пощастило лише бароковій садибі Хмеліта Грибоєдових — Волкових, яку титанічними зусиллями відновили з руїн після пожеж і руйнацій. (Але досі Хмеліта експонує копійні речі поряд з небагатьма другорядними мистецькими чи побутовими). Садиба Дугіно знищена вщент.
Музей отримав частку колишніх колекцій з приватних збірок княгині Тенишевоі, а також декотрих аристократів-меценатів — А. І. Баришнікова, графів Паніних, родини Хлудових тощо. Найдавніша частина музейної збірки — твори зі збірок княгині М. К. Тенішевої (це ікони 15 — 19 ст.)
Меценаткою була ще одна пані — Хлудова Віра Олександрівна, друга дружина бізнесмена Михайла Олексійовича Хлудова (1843—1883). Чоловік зробив її спадкоємицею лише за умов, що вона не піде наново заміж. Хлудова підкорилась умовам і придбала у Москві особняк, де мешкала у період 1885—1905 рр. і котрий перетворила на розкішну резиденцію. Відомо, що вона купувала старовинні видання і порцеляну, графічні твори, ікони, твори живопису. Серед них був і мармуровий портрет самої власниці роботи італійського скульптора Рафаелло Романеллі (1856—1921). Лише частка збірок меценатки потрапила до музею у місті Смоленськ.

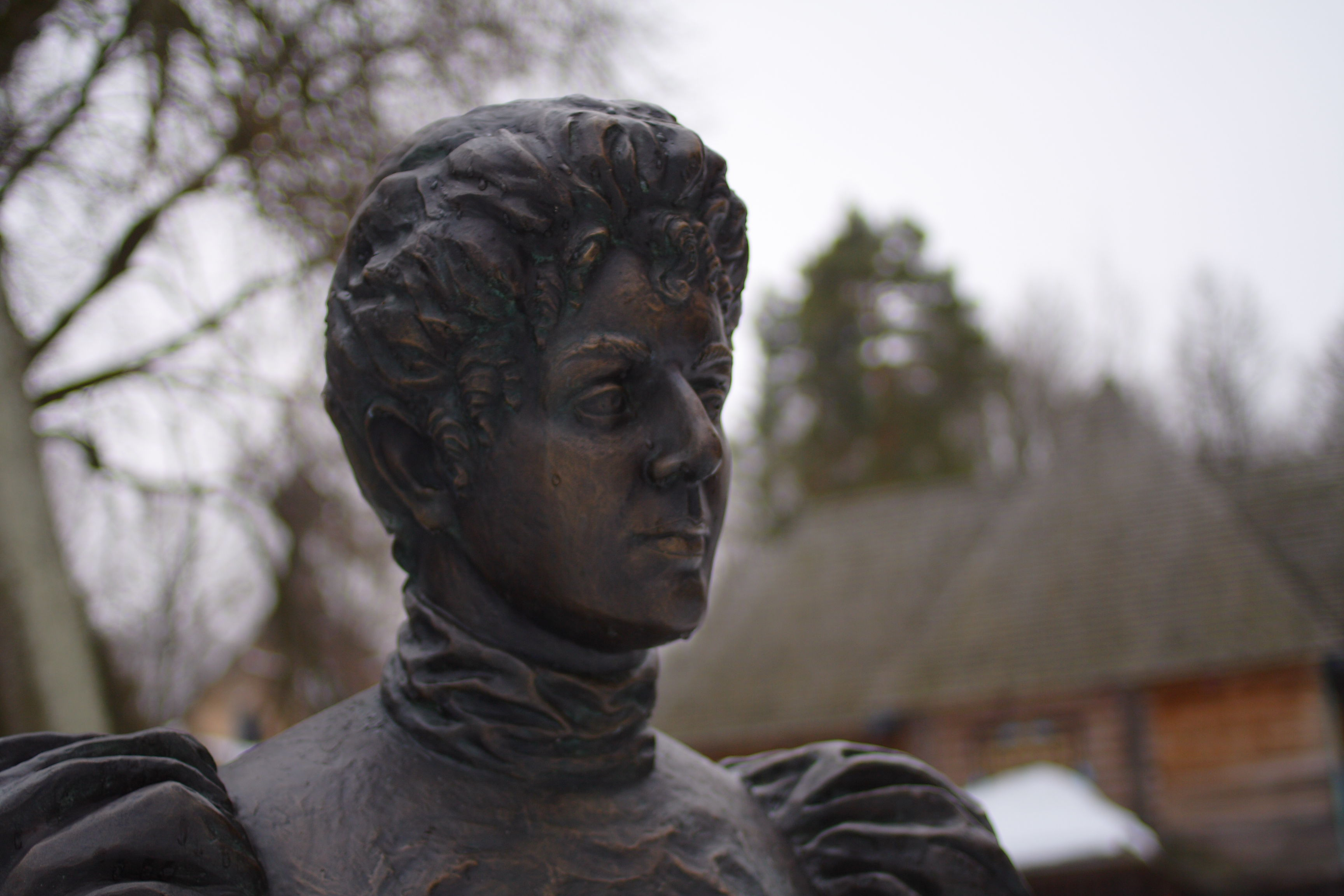
Монумент Тенішевій у Талашкіно під Смоленськом
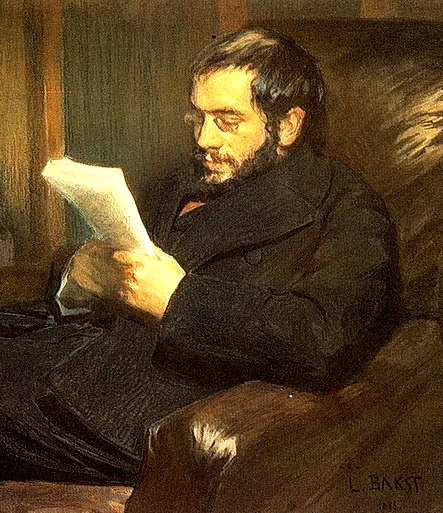
Леон Бакст, Портрет Бенуа О.М. 1898 р. фрагмент
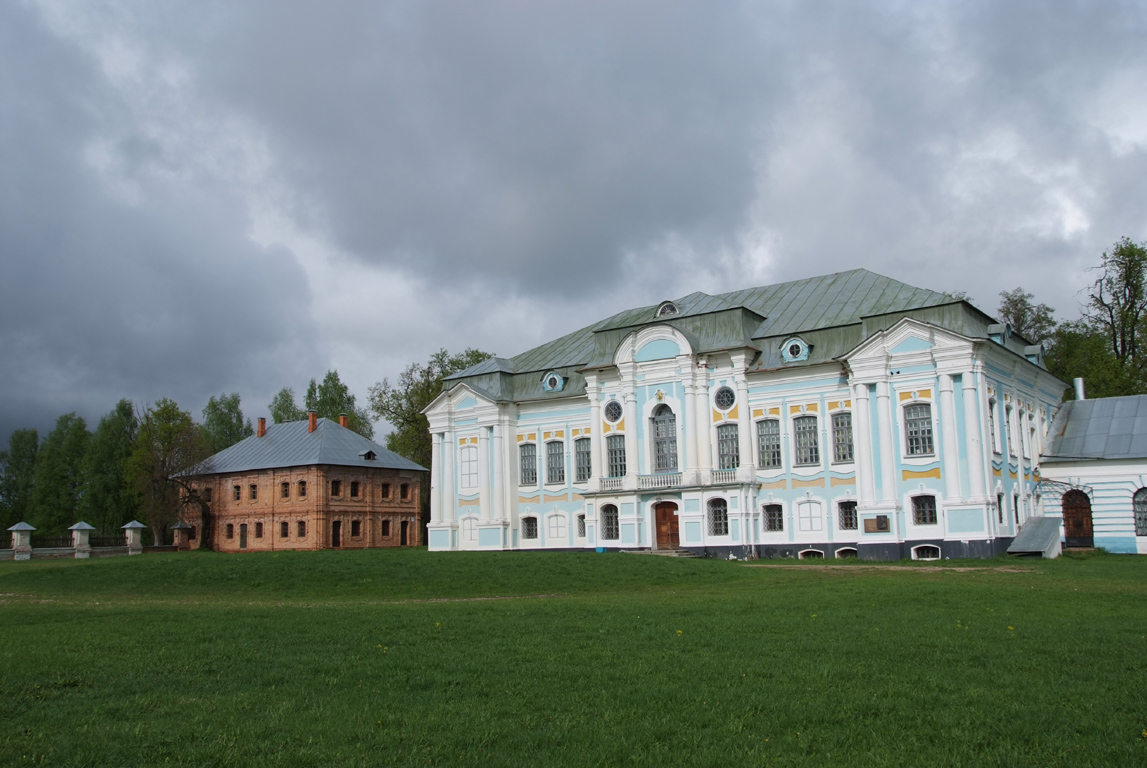
Хмеліта, реставрація садиби

## Будівля
В Смоленську, поруйнованому війною, відремонтували триповерхову будівлю колишнього Олександрівського реального училища, побудованого у 1877 році в стилі сецесія (проект — архітектори М. Ф. Мейшер и О. Ф. Хартен). В будинку розмістили Будівельний технікум, а згодом — радянський заклад Будинок молоді.
На початку 1990-х після розпаду СРСР — будівлю віддали Смоленському державному музею-заповідника. Тут 20 років тривали ремонтно-відновлювальні роботи. Реставровані лише історичні фасади. Зали перебудовані і переобладнані під музейні вимоги, бо рятувати історичні інтер'єри було неможливо (будівля значно пошкоджена від вибуху бомби). Відновлені лише чавунні сходи, характерна деталь споруд доби сецесія, що незвично через кепське ставлення сучасних посадовців до коштовних реставрацій речей і будівель епохи модерн. Але на відновленні сходів наполягали саме музейники. Після 20 років реставрацій і ремонтів в будівлі відкрили худождній музей навесні 2011 року.

## Фонди
- сакральне мистецтво (переважно ікони)
- твори художників і скульпторів часів Російської імперії
- твори художників і скульпторів часів СРСР
- західноєвропейські збірки

## Експозиція

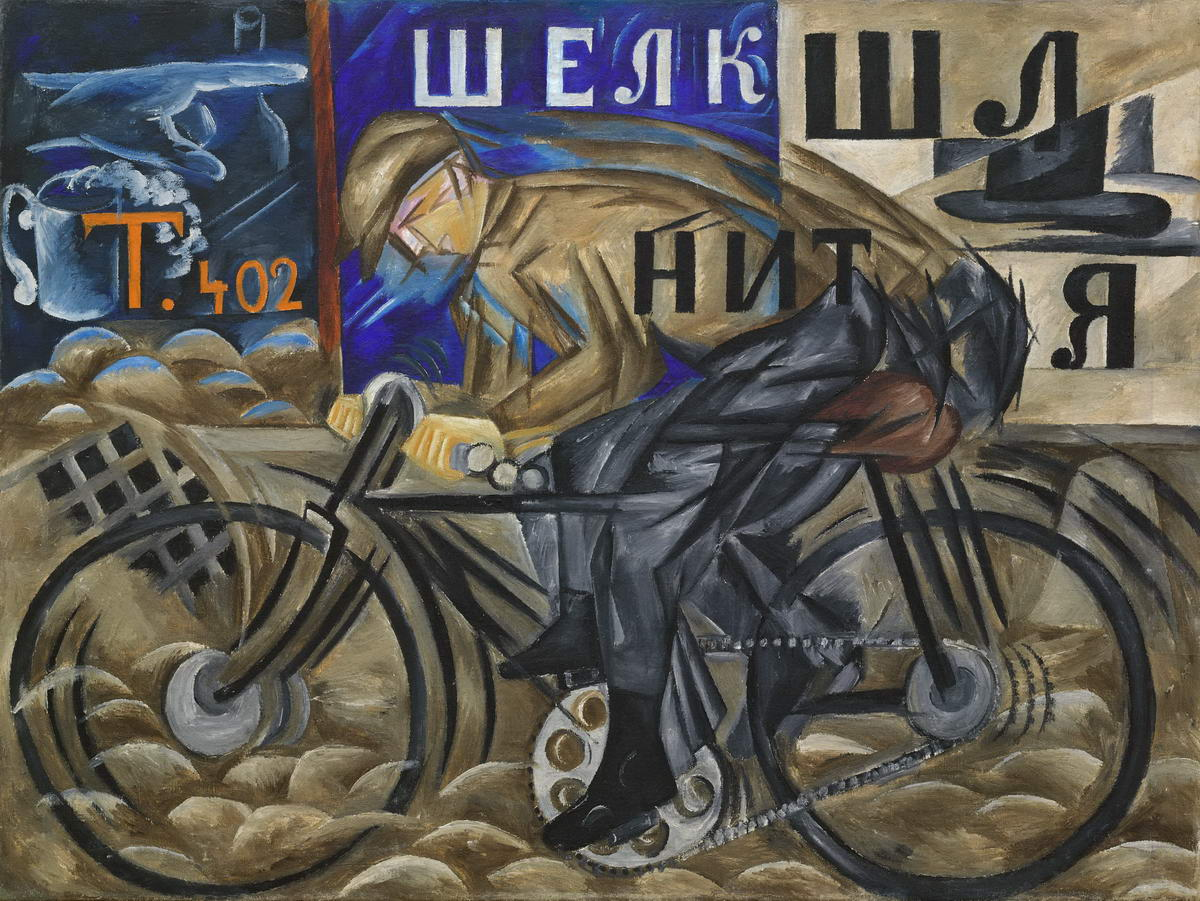
Худ. Н. С. Гончарова, велосипедіст, зразок авангардного живопису, Російський музей, Петербург.

Експозиції створені на трьох поверхах за історично-хронологічним принципом. Другий поверх відведено під експозиції сакрального мистецтва 18 — 19 — початку 20 століть.
В залах художників і скульпторів Російської імперії:
- Айвазовський Іван Костянтинович
- Полєнов Василь Дмитрович
- Шишкін Іван Іванович
- Суриков Василь Іванович
- Куїнджі Архип Іванович
- Бенуа Олександр Миколайович
- Борис Кустодієв
- Васнецов Віктор Михайлович
- Коньонков Сергій Тимофійович.

В музейній збірці представлені твори представників російського авангарду (Попова Любов (1889—1924), Гончарова Наталія Сергіївна (1881—1962) тощо, які було легше зберегти в провінції від пильного ока радянської цензури, що наполягала на знищенні цих творів), твори митців Смоленська та Смоленської області.

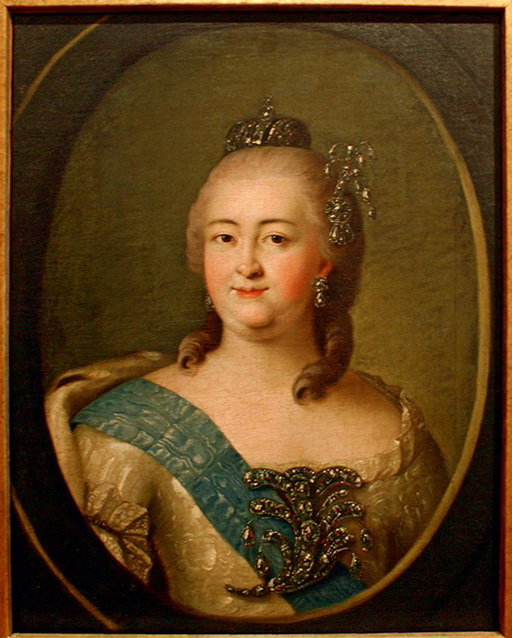
Анонім. «Імператриця Єлизавета Петрівна»
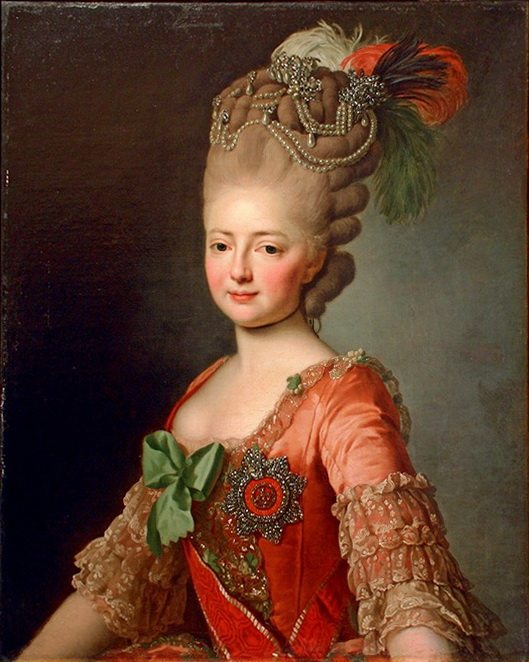
Послідовник Росліна. «Велика княгиня Марія Федорівна (Софі Доротея Вюртемберзька)»

## Західноєвропейська збірка

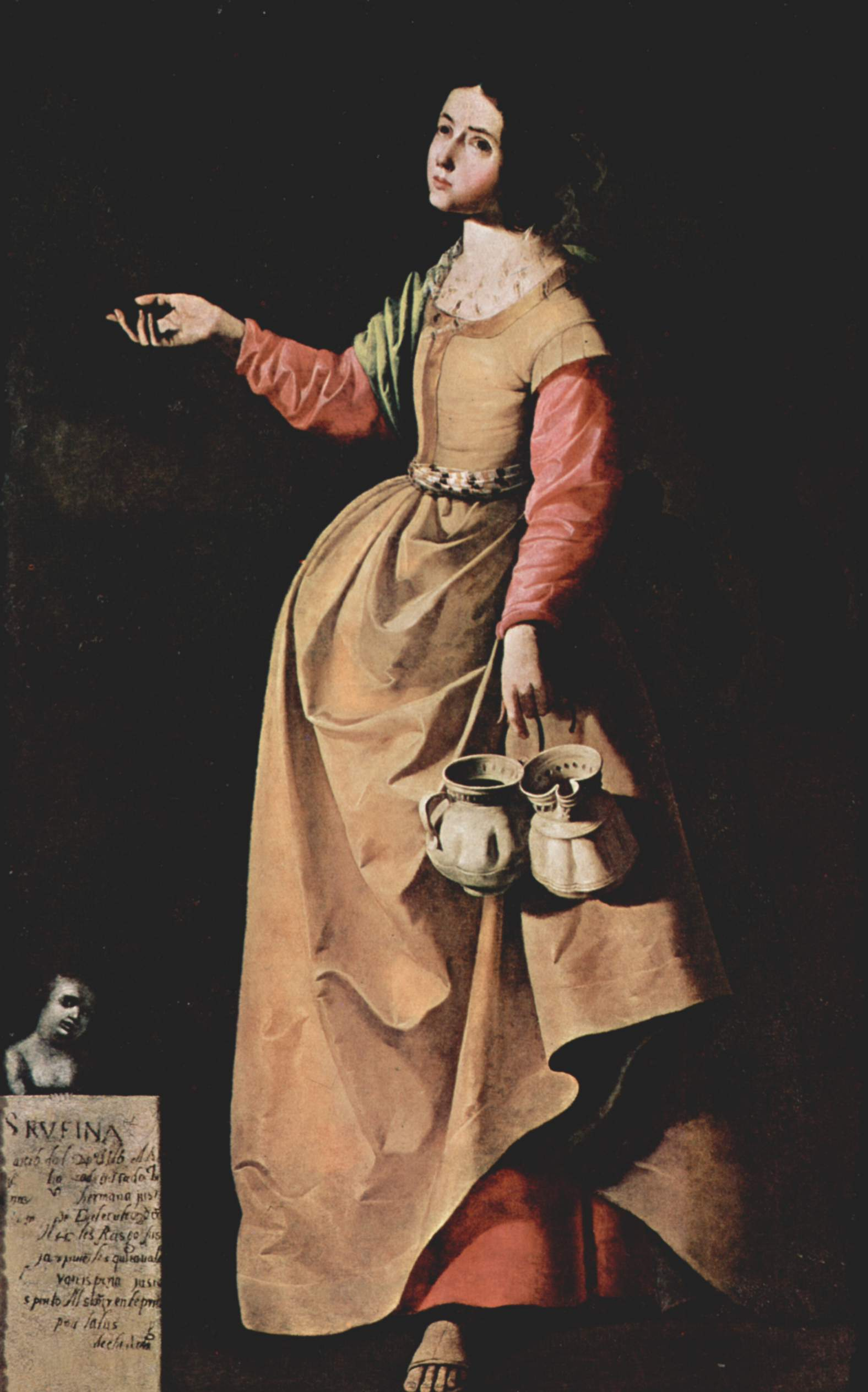
Франсіско де Сурбаран. Св. Руфіна, музей Прадо, Мадрид.

Третій поверх сучасної галереї — відведено під твори митців Західної Європи — Італії 15 -17 століть, Нідерландів 16 століття, Голландії і Фландрії 17 ст., Іспанії 17 ст., поодиноким творам митців Франції тощо.
Західноєвропейська збірка художнього відділу — серед найкращих на теренах європейської частини сучасної Росії. В її основі — унікальні мистецькі твори, зібрані ще Бенуа. В експозиції представлені -
- Алессо Бальдовінетті (1425 ? — 1499) «Поклонніння намовляті Христу»
- венеціанський анонім 16 ст. «Втеча св. Родини в Єгипет»
- анонім з Італії 16 ст. «Портрет ювеліра»
- Франсіско де Сурбаран «Св. Юста» (варіант — Св. Руфіна?)
- два портрети іспанського аноніма 17 ст, Мадридська школа
- Хуан де Арельяно (Juan de Arellano, 1614—1676), «Натюрморт. Квіти в вазі» (єдиний твір майстра на теренах сучасної Росії)
- П'єтро Лібері (1614—1694) «Мадонна з немовлям і Іваном Хрестителем»
- Бернардо Строцці  (1581—1644) «Св. Маргарита» Генуезька школа
- коло Ганса Мемлінга, «Мадонна з немовлям»
- Невідомий художник 16 ст. з Нідерландів «Св. Єронім в келії»
- Ієронімус ван Кессель  «Портрет вельможної пані» (єдиний твір майстра на теренах сучасної Росії)
- Йоханнес Мейтенс (1614—1670) «Портрет вельможної пані в жовтому біля фонтану»
- Ян Асселейн (1615—1652) «Зимовий пейзаж» з датою 1634
- Давід Тенірс молодший (1610—1690)
- Клод Жозеф Верне(1714—1789)
- Жюль Жак Вейрасс
- низка майстрів Голланді 17 ст.(Я. Бот, В. Міріс, Я. Моленар, П. Клас тощо.)

## Складові частини
- зали музею
- фондосховища
- лекційна зала
- Зала виставок

## Адреса
- Смоленськ, вул. Комуністична, б. 4.